# Iwan Katajew
Iwan Iwanowicz Katajew (ros. Иван Иванович Катаев; ur. 14 maja/27 maja 1902 w Moskwie, zm. 19 sierpnia 1937) – rosyjski pisarz.
Po odbyciu służby wojskowej studiował na Wydziale Gospodarczym Uniwersytetu Moskiewskiego.
W 1926 związał się z ugrupowaniem literackim Pieriewał, według którego główne zadanie sztuki to odkrywanie obiektywnej rzeczywistości, przesłoniętej tradycyjnymi wyobrażeniami. Aresztowany i rozstrzelany podczas stalinowskich represji w 1937, a zrehabilitowany w 1956.

## Twórczość
- zbiór nowel Serce (1928),
- Mleko (1930),
- Szosa Leningradzka (1933).